# Droga wojewódzka 596
Die Droga wojewódzka 596 (DW 596) ist eine Woiwodschaftsstraße in Polen. Auf einer Länge von 24 Kilometern verläuft sie in Nord-Süd-Richtung innerhalb der Woiwodschaft Ermland-Masuren und verbindet die Stadt- und Gemeindegebiete von Reszel (deutsch Rößel) und Biskupiec (Bischofsburg) miteinander. Dabei erweist sie sich zugleich als ein Bindeglied zwischen dem Powiat Kętrzyński (Kreis Rastenburg) und dem Powiat Olsztyński (Kreis Allenstein).
Außerdem stellt die DW 596 eine Verbindung her zwischen der Woiwodschaftsstraße 593 und der derzeit im Ausbau zur Schnellstraße S 16 begriffenen Landesstraße16, der Landesstraße 57 sowie der Woiwodschaftsstraße 590.

## Verlauf der Woiwodschaftsstraße 596
Woiwodschaft Ermland-Masuren:
Powiat Kętrzyński (Landkreis Rastenburg):
- Mnichowo (Groß Mönsdorf) (→ DW 593: Miłakowo–Dobre Miasto–Jeziorany–Zawidy ↔ Robawy (–Reszel))

Powiat Olsztyński (Landkreis Allenstein):
- Samławki (Samlack)
- Kabiny (Kabienen)
- Bęsia (Bansen)
- Węgój (Wengoyen)
- Zameczek (Neu Chatell)
- Biskupiec (Bischofsburg) (→ DK 16/S 16: Dolna Grupa–Grudziądz–Ostróda ↔ Mrągowo–Ełk–Ogrodniki (–Litauen); → DK 57: Bartoszyce–Bisztynek ↔ Szczytno–Kleszewo; → DW 590: Barciany–Korsze–Reszel–Biskupiec)